# ロイ・ヤマグチ
ロイ・ヤマグチ（英: Roy Yamaguchi、1956年 - ）は、アメリカ合衆国ハワイ州に住むシェフ、料理店オーナー。ハワイ料理の第一人者として知られる。
東京都出まれ。父はハワイ出身の日系二世、母は沖縄県出身の日本人である。高校卒業後米国のカリナリー・インスティテュート・オブ・アメリカに学び、西海岸のレストランでシェフを務めたのち、ハワイに移り住んだ。現在はハワイ料理人として知られていて、ハワイ以外にも全米にハワイ料理のレストランを構えている。